# Sátiro de Milán
Sátiro de Milán (Tréveris, ca. 339-340 - Milán, 378) era un funcionario romano, hermano de Ambrosio de Milán. Es venerado como santo por la Iglesia católica.

## Biografía
Probablemente nació en Tréveris, como su hermano Ambrosio (posiblemente, hermano gemelo) y su hermana Marcelina. Fue abogado, prefecto provincial y administrador de los bienes de la familia. Nos es conocido a través de las noticias que dan algunos discursos de Ambrosio de Milán. El análisis de los huesos de los dos santos parece confirmar esta hipótesis, ya que tienen dimensiones y características similares. 
Fue inhumado, por voluntad de Ambrosio, en la capilla de San Vittore in Ciel d'Oro de la basílica ambrosiana, hoy Sant'Ambrogio de Milán, cerca de las reliquias de otros santos.

## Veneración
Su vida ejemplar hizo que fuera venerado como santo, celebrándose su festividad el 17 de septiembre. La iglesia de San Sátiro, en Milán (hoy integrada en la de Santa María presso San Sátiro), le fue dedicada en el siglo IX.